# 諸葛直
諸葛直（？—231年），三國時期东吴将军。

## 生平
黄龙二年（230年）正月，孙权派衛溫、诸葛直帶領上万士兵出海尋找夷洲、亶洲，想要俘获那里的民众以充实东吴的人口，陆逊和全琮都谏言说：“长沙桓王孙策创立基业时，兵士不过五百人，而今江东人已很多，足够使用，不应当远渡大洋，深入不毛之地，向万里之外发兵袭人，海上狂风巨浪，难以预测。而且民众一旦改变水土环境，肯定会引发疾病，打算增加民力反而更加受损，打算谋利反被其害；况且当地民众犹如禽兽，得到他们不足以对事业有帮助，没有他们也不会显得民众亏缺。”孙权不听。
卫温和诸葛直花费了约一年时间行军，士兵们因为疾病死去了十分之八到十分之九，因为亶洲太过遥远，卫温和诸葛直最终没能到达那里，只带了几千名夷洲的人返回 。   黄龙三年（231年），孙权认为卫温和诸葛直违背诏令，无功而返，把他们关进监狱，随后处死。